# Solsvik
Solsvik este o localitate din comuna Fjell, provincia Hordaland, Norvegia, cu o suprafață de  km² și o populație de  locuitori (2013).